# التسلسل الزمني
الخط الزمني هو رسم بياني لمجموعة أحداث متتالية في الزمن. يربط بين الأحداث في مواقعها على طول الخط. تستعمل لسرد وتوضيح الأحدات التاريخية، العلمية وغيرها من الأحداث المهمة.